# Chlorophorus figuratus
Chlorophorus figuratus là một loài bọ cánh cứng trong họ Cerambycidae.

## Hình ảnh

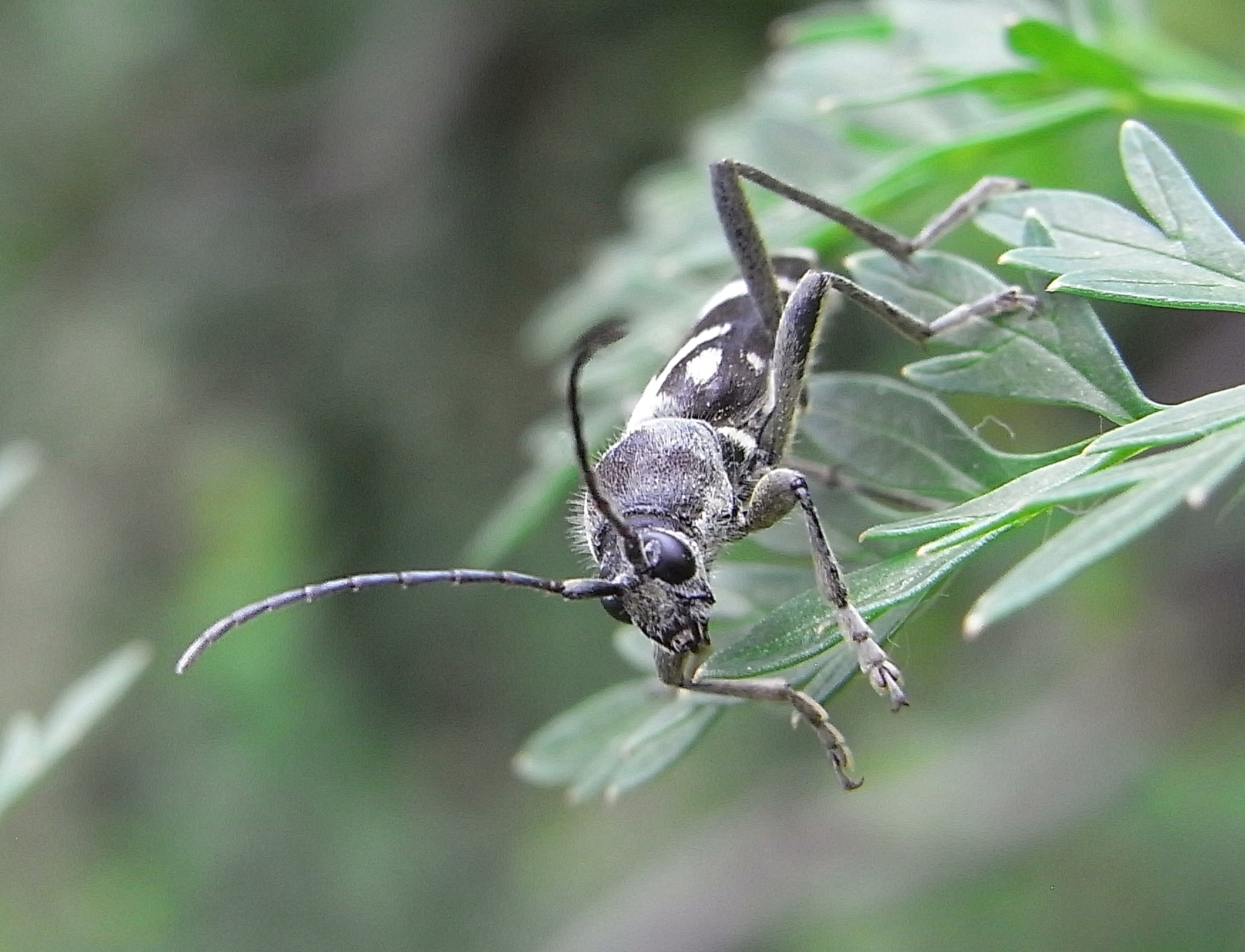
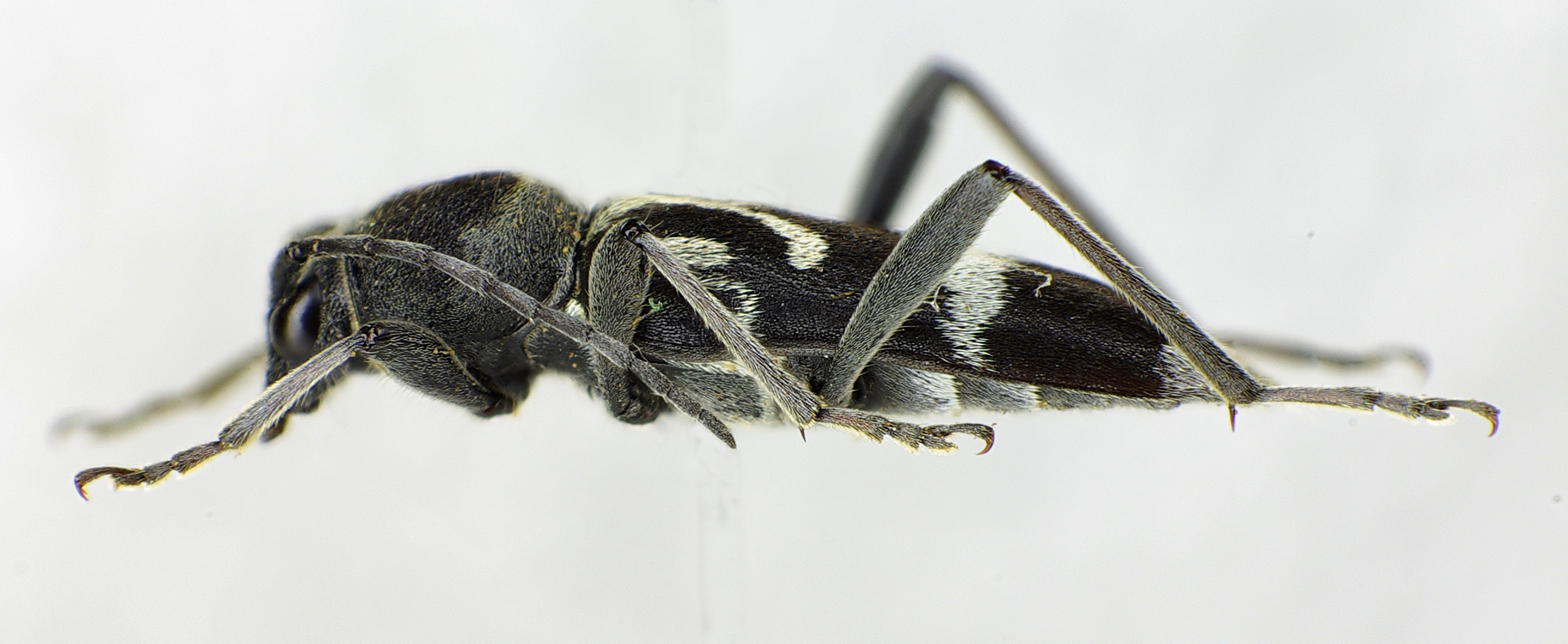
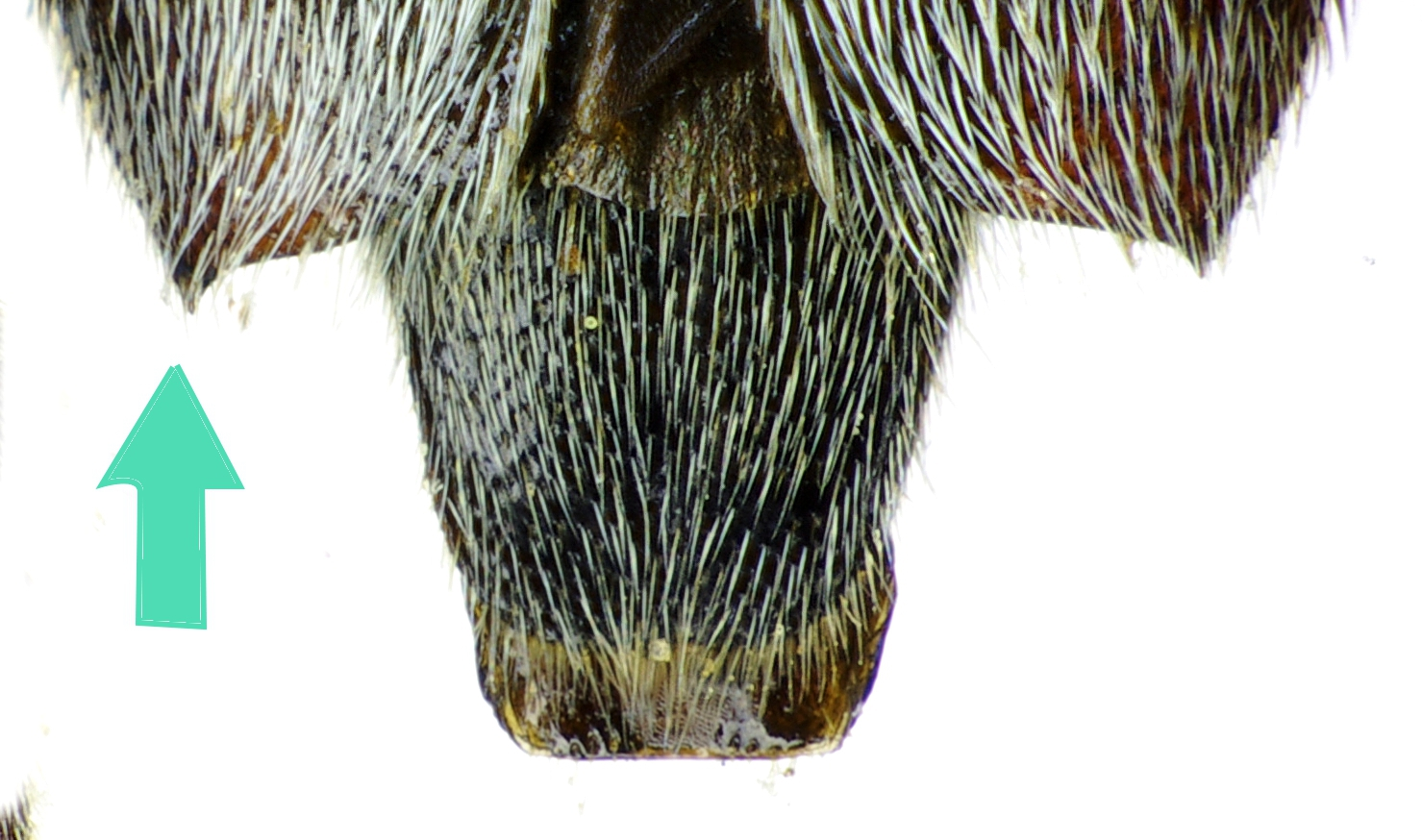
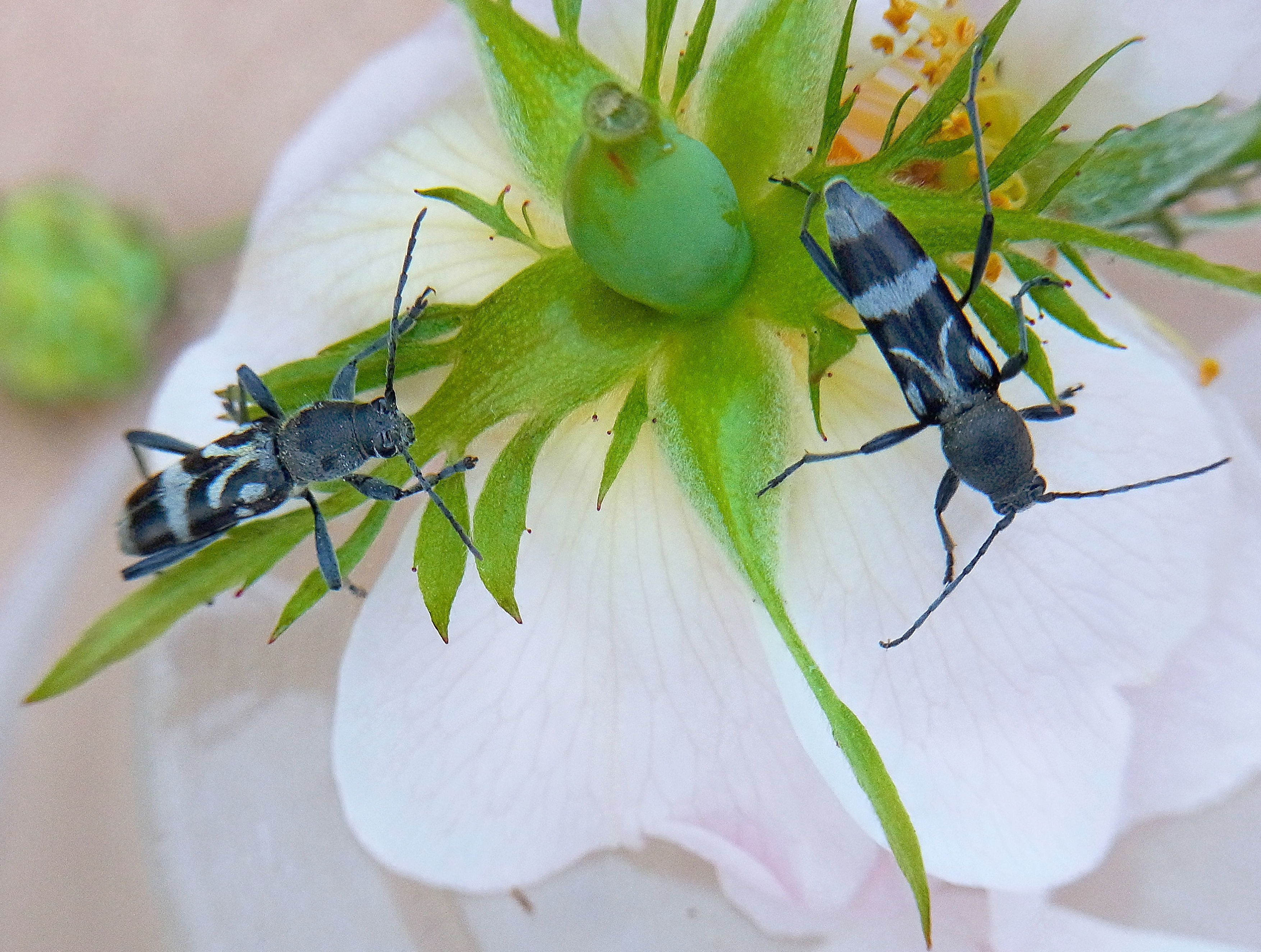